# Saison 3 de Shades of Blue
Chronologie
Saison 2
Cet article présente le guide des épisodes de la troisième et dernière saison de la série télévisée américaine Shades of Blue.

## Généralités
- Aux États-Unis, la saison a été diffusée du 17 juin 2018 au 19 août 2018 sur le réseau NBC.
- Au Canada, la saison a été diffusée en simultané sur le réseau Global.

## Distribution

### Acteurs principaux
- Jennifer Lopez (VF : Charlotte Marin) : détective Harlee Santos, policière et mère célibataire
- Ray Liotta (VF : Patrick Borg) : Capitaine Matt Wozniak
- Drea de Matteo (VF : Laurence Dourlens) : détective Tess Nazario
- Warren Kole (VF : Vincent Ropion) : agent spécial du FBI Robert Stahl
- Dayo Okeniyi (VF : Namakan Koné) : détective Michael Loman
- Hampton Fluker (VF : Jean-Baptiste Anoumon) : détective Marcus Tufo
- Vincent Laresca (VF : Marc Saez) : détective Carlos Espada
- Sarah Jeffery (VF : Camille Donda) : Cristina Santos, fille de Harlee

### Acteurs récurrents
- Gino Anthony Pesi (VF : Gilduin Tissier) : Procureur James Nava
- Max Casella : Captain Daniel Pines[1]
- Victor Turpin : Enrique[2]
- Nick Wechsler : Detective Cole[3]
- Bruce McGill : Jordan Ramsey[4]

## Liste des épisodes

### Épisode 1:Changer de bord
- États-Unis /  Canada : 17 juin 2018 sur NBC[5] / Global
- Québec : 21 août 2018 sur Moi & Cie Télé
- Suisse : 23 novembre 2018 sur RTS Un
- Belgique : 20 mai 2019 sur La Deux

- États-Unis : 3,52 millions de téléspectateurs[6] (première diffusion)
- Canada : 999 000 téléspectateurs[7] (première diffusion + différé 7 jours)

### Épisode 2:Le retour du Roi
- États-Unis /  Canada : 24 juin 2018 sur NBC / Global
- Québec : 28 août 2018 sur Moi & Cie Télé
- Suisse : 23 novembre 2018 sur RTS Un
- Belgique : 20 mai 2019 sur La Deux

- États-Unis : 3,10 millions de téléspectateurs[8] (première diffusion)
- Canada : 941 000 téléspectateurs[9] (première diffusion + différé 7 jours)

### Épisode 3:On est tous un peu cinglé
- États-Unis /  Canada : 1er juillet 2018 sur NBC / Global
- Québec : 4 septembre 2018 sur Moi & Cie Télé
- Suisse : 30 novembre 2018 sur RTS Un
- Belgique : 27 mai 2019 sur La Deux

- États-Unis : 3,50 millions de téléspectateurs[10] (première diffusion)
- Canada : 696 000 téléspectateurs[11] (première diffusion + différé 7 jours)

### Épisode 4:L'ombre de lui-même
- États-Unis /  Canada : 8 juillet 2018 sur NBC / Global
- Québec : 11 septembre 2018 sur Moi & Cie Télé
- Suisse : 30 novembre 2018 sur RTS Un
- Belgique : 27 mai 2019 sur La Deux

- États-Unis : 2,90 millions de téléspectateurs[12] (première diffusion)
- Canada : 794 000 téléspectateurs[13] (première diffusion + différé 7 jours)

### Épisode 5:Briser les codes
- États-Unis /  Canada : 15 juillet 2018 sur NBC / Global
- Québec : 18 septembre 2018 sur Moi & Cie Télé
- Suisse : 7 décembre 2018 sur RTS Un
- Belgique : 3 juin 2019 sur La Deux

- États-Unis : 3,23 millions de téléspectateurs[14] (première diffusion)
- Canada : 851 000 téléspectateurs[15] (première diffusion + différé 7 jours)

### Épisode 6:Course contre la montre
- États-Unis /  Canada : 22 juillet 2018 sur NBC / Global
- Québec : 25 septembre 2018 sur Moi & Cie Télé
- Suisse : 7 décembre 2018 sur RTS Un
- Belgique : 3 juin 2019 sur La Deux

- États-Unis : 3,1 millions de téléspectateurs[16] (première diffusion)
- Canada : 811 000 téléspectateurs[17] (première diffusion + différé 7 jours)

### Épisode 7:En plein cœur
- États-Unis /  Canada : 29 juillet 2018 sur NBC / Global
- Québec : 2 octobre 2018 sur Moi & Cie Télé
- Suisse : 14 décembre 2018 sur RTS Un
- Belgique : 10 juin 2019 sur La Deux

- États-Unis : 2,98 millions de téléspectateurs[18] (première diffusion)
- Canada : 1,006 million de téléspectateurs[19] (première diffusion + différé 7 jours)

### Épisode 8:Sonnette d'alarme
- États-Unis /  Canada : 5 août 2018 sur NBC / Global
- Québec : 9 octobre 2018 sur Moi & Cie Télé
- Suisse : 14 décembre 2018 sur RTS Un
- Belgique : 10 juin 2019 sur La Deux

- États-Unis : 2,86 millions de téléspectateurs[20] (première diffusion)
- Canada : 763 000 téléspectateurs[21] (première diffusion + différé 7 jours)

### Épisode 9:Bonne nuit, doux Prince
- États-Unis /  Canada : 12 août 2018 sur NBC / Global
- Québec : 16 octobre 2018 sur Moi & Cie Télé
- Suisse : 21 décembre 2018 sur RTS Un
- Belgique : 17 juin 2019 sur La Deux

- États-Unis : 3,22 millions de téléspectateurs[22] (première diffusion)
- Canada : 597 000 téléspectateurs[23] (première diffusion + différé 7 jours)

### Épisode 10:La chute
- États-Unis /  Canada : 19 août 2018 sur NBC / Global
- Québec : 23 octobre 2018 sur Moi & Cie Télé
- Suisse : 21 décembre 2018 sur RTS Un
- Belgique : 17 juin 2019 sur La Deux

- États-Unis : 3,21 millions de téléspectateurs[24] (première diffusion)